# Dolichopeza (Nesopeza) nigrofemorata
Dolichopeza (Nesopeza) nigrofemorata is een tweevleugelige uit de familie langpootmuggen (Tipulidae). De soort komt voor in het Oriëntaals gebied.